# بولين باين ويتني
بولين باين ويتني (بالإنجليزية: Pauline Payne Whitney)‏ هي نجمة اجتماعية أمريكية، ولدت في 21 مارس 1874 في نيويورك في الولايات المتحدة، وتوفيت في 22 نوفمبر 1916.